# Nelson Sebastián Maz
Nelson Sebastián Maz Rosano (Durazno, Uruguay, 20 de noviembre de 1984) es un exfutbolista uruguayo naturalizado mexicano. Jugaba como Delantero centro y su último equipo fue el Celaya Fútbol Club, del extinto Ascenso MX (hoy Liga de Expansión MX).

## Trayectoria
Sebastián Maz se inició cómo futbolista en las inferiores del Club Atlético Peñarol de Montevideo. Debutó en Primera División con el club Carbonero en el año 2004, a la edad de 20 años. Luego de su debut, durante los torneos consecuentes, no logra la consolidación con el primer equipo del Peñarol, así que para el segundo semestre de 2006 emigra al que sería su segundo equipo en Uruguay, el Central Español. Con los Palermitanos jugó la primera fase de la Copa Sudamericana 2006, la cual pierden ante el Nacional, también de Uruguay. Tras un torneo con Central Español en donde tiene escasa participación, sale en 2007 al Montevideo Wanderers.
Durante su estancia en el Wanderers sólo logra anotar dos goles, pese a tener mayor presencia en el torneo de liga en comparación a sus anteriores equipos. Al final del campeonato uruguayo, en junio de 2007 se va a México, al Club de Fútbol Indios de Ciudad Juárez que participaba en la Liga de Ascenso.
En Indios logra un repunte en su carrera, ya que se convierte en el mayor anotador del equipo en su primer torneo logrando marcar 13 goles, por lo cual se le considera pieza importante del equipo que logra el título del Apertura 2007. Para el Clausura 2008, aunque Indios no logra calificar a la Liguilla, el equipo consigue ganar la Final por el Ascenso frente al León, donde Maz anota el gol que sentenció el Ascenso del equipo juarense. Tras el Ascenso, en su primera temporada en Primera División recibe escasas opurtunidades de juego por lo cual sale del equipo cedido al Dorados de Sinaloa, para jugar nuevamente en el Ascenso de México.
Llega a Dorados de Sinaloa para el Torneo Clausura 2009, donde se convierte en Campeón de goleo individual, sin embargo en lo colectivo el club sinaloense no traciende más allá de los cuartos de final de ese torneo. Para el siguiente torneo, el Apertura 2009 no sigue en Dorados, ya que es cedido al Club Necaxa por parte de Indios de Juárez, club al cual seguían perteneciendo sus derechos federativos.
En el Necaxa, que recién había descendido de la Primera División a la Liga de Ascenso se convierte en el referente en el ataque, anotando nueve goles en su primer torneo con los Rayos y logrando nuevamente un título de Liga de Ascenso, venciendo en la final al Irapuato. Al siguiente campeonato, el Bicentenario 2010, lograría el bicampeonato con el equipo Necaxista, ahora anotando 14 goles en la temporada, cinco de ellos en la vuelta de la semifinal contra el Tijuana y uno más en la final que disputaron contra el León. Debido a que el Necaxa ganó el Apertura y Clausura ascendió directamente a Primera, sin la necesidad de disputar un Final de Ascenso. Pese a todo, Maz no sería contemplado para integrar el plantel en Primera División.
Para el Apertura 2010 es comprado por los Tiburones Rojos de Veracruz, equipo donde tiene apariciones más esporádicas anotando ocho goles en esa temporada, sumando que el equipo no llega más lejos de los cuartos de final en la liguilla. Ya en el Clausura 2011 la sequía goleadora se intensifica, marcando sólo cuatro goles en 11 partidos. Para el Apertura 2011 cambiaría de equipo nuevamente, está vez iría al León, todavía en Liga de Ascenso.
Con el León anota nueve goles durante el Apertura 2011, aunque el equipo lograría llegar solamente hasta las semifinales, siendo vencido por La Piedad. Para el Clausura 2012 aumenta su cuota goleadora a 13 goles, lo que lo convierte en campeón de goleo, anotando otros tres goles en la final de vuelta ante Lobos BUAP con lo que sale Campeón, tanto del Torneo como posteriormente, de la Final de Ascenso, lo que le vale al club Esmeralda su retorno a Primera División, todo esto pese a que Maz no juega la vuelta por el Ascenso por suspensión debido a una tarjeta roja en la ida.
A diferencia de sus anteriores Ascensos, Maz es considerado para formar parte del Club León en Primera División, por lo cual disputa el Apertura 2012 terminando con un saldo de nuevo goles anotados, llegando el equipo a la instancia semifinal, siendo derrotado por el Tijuana y clasificando a la primera fase de la Copa Libertadores 2013.
Para el Apertura 2013, se supondría que sería Registrado en el Club Estudiantes Tecos (del mismo dueño) debido a que León ya cuenta con 5 extranjeros, pero él manifestó que no jugaría con ellos. pero su carta nunca llegó, Por Tanto no fue Registrado para el Apertura 2013, pero estuvo entrenando con el Equipo. Para el Clausura 2014, debido a la Salida de Burbano a Tigres, quedó una vacante de Extranjero, por lo que Maz fue Reactivado, por lo que Jugara el Clausura 2014 y Copa Libertadores. después fue enviado a Mineros, ahora regresara a Ciudad Juárez, donde jugó por primera vez fútbol en México, pero no en Indios de Juárez los cuales ya desaparecieron... si no en el equipo de Fútbol Júarez F.C.

## Clubes
| Club                 | País    | Año       | PJ | Goles |
| -------------------- | ------- | --------- | -- | ----- |
| Peñarol              | Uruguay | 2004-2006 | 13 | 3     |
| Central Español      | Uruguay | 2006      | 9  | 1     |
| Montevideo Wanderers | Uruguay | 2007      | 11 | 2     |
| Indios               | México  | 2007-2008 | 47 | 22    |
| Dorados              | México  | 2009      | 18 | 15    |
| Necaxa               | México  | 2009-2010 | 42 | 23    |
| Veracruz             | México  | 2010-2011 | 26 | 12    |
| León                 | México  | 2011-2014 | 62 | 37    |
| Mineros de Zacatecas | México  | 2015      | 16 | 2     |
| Fútbol Club Juárez   | México  | 2015-2016 | 9  | 3     |
| Celaya Fútbol Club   | México  | 2016-2017 | 4  | 0     |

- Estadísticas al 26 de enero del 2013

## Palmarés

### Campeonatos nacionales
| Título               | Club               | País   | Año  |
| -------------------- | ------------------ | ------ | ---- |
| Apertura             | Indios             | México | 2007 |
| Campeón de Ascenso   | Indios             | México | 2008 |
| Apertura             | Necaxa             | México | 2009 |
| Bicentenario 2010    | Necaxa             | México | 2010 |
| Campeón de Ascenso   | Necaxa             | México | 2010 |
| Clausura             | Club León          | México | 2012 |
| Campeón de Ascenso   | Club León          | México | 2012 |
| Clausura             | Club León          | México | 2014 |
| Torneo Apertura 2015 | Fútbol Club Juárez | México | 2015 |

### Distinciones individuales
| Distinción                                                             | Año  |
| ---------------------------------------------------------------------- | ---- |
| Campeón de goleo del Torneo Clausura de Primera División 'A' de México | 2009 |
| Campeón de goleo del Torneo Clausura de la Liga de Ascenso de México   | 2012 |